# Jacob Jacobsen Dampe

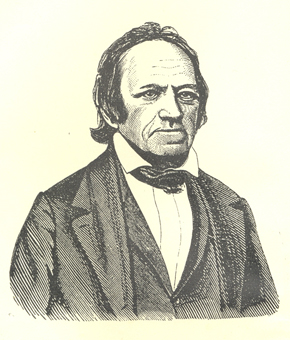
Jacob Jacobsen Dampe.

Jacob Jacobsen Dampe, född den 10 januari 1790 i Köpenhamn, död där den 22 december 1867, var en dansk statsfånge.
Dampe blev student redan 1804 och teologie kandidat 1809. Samma år vann han universitetets guldmedalj för besvarandet av en estetisk prisuppgift och blev 1812 filosofie doktor på en avhandling i etik.
Åren 1811-16 var han adjunkt vid Slagelse lärda skola, 1818-19 uppträdde han som rationalistisk predikant i Köpenhamn under stor tillströmning av åhörare, ivrade mot kvinnornas dräktlyx och osedlighet, vilket hade till följd våldsamma uppträden i kyrkan.
Dampe förbjöds att predika och att hålla offentliga föredrag samt förföljdes på flera sätt av myndigheterna. Allt detta i förening med fattigdom och olyckliga husliga förhållanden förbittrade hans sinne, så att han beslöt agitera för införandet av en fri författning och i detta syfte stifta en förening.
Men hans plan, som var mycket oklar, röjdes genast av polisspioner, och redan den 16 november 1820 vid första mötet i den påtänkta föreningen blev han fängslad samt följande år dömd till döden. Han benådades likväl, men insattes i livstidsfängelse. Efter 20 års hård fångenskap fick han tillstånd att bo i Rönne på Bornholm, men vad han skrev stod under sträng tillsyn av censuren.
År 1848 benådades han fullständigt och flyttade till Köpenhamn samt fick efter någon tid ett årligt understöd ur statskassan. Den hårdhet, varmed Dampe behandlades, stod i ett skriande missförhållande till hans brott.